# غيتيغ
غيتيغ (بالفارسية: گیتیگ) هي قرية تقع في منطقة بولان في إيران. يقدر عدد سكانها بـ 234 نسمة بحسب إحصاء 2016.